# Markets in Crypto-Assets
Il Markets in Crypto-Assets (o Markets in Crypto-Assets Regulation, abbreviato in MiCA o MiCAR, approvato ufficialmente come Regolamento UE 2023/1114) è un regolamento europeo entrato in vigore nel corso del 2024 che regola il mondo delle criptovalute e degli asset digitali in generale.

## Descrizione
Sviluppato a partire da degli studi condotti dal 2018 in poi, con l'esplosione dell'interesse pubblico per gli asset digitali l'anno precedente, il MiCA provvede a fornire una definizione legale per gli asset digitali - cioè le criptovalute, i token e le stablecoin: come funzione, dunque il MiCA risulta molto simile al Markets in Financial Instruments Directive (MiFID, 2014/65/EU), la direttiva europea per i mercati azionari classici. In particolare viene richiesto che tutti gli enti erogatori di servizi riguardanti le criptovalute ottengano dei permessi autorizzati a svolgere precise attività in tale ambito, permettendo al contempo alle banche e ad altri istituti di credito e di finanza di poter investire anche in tali asset digitali.
Vengono considerati rilevanti per il MiCA (e quindi sottoposti a diretta supervisione da parte dell'Autorità bancaria europea) soltanto gli exchange con almeno 15 milioni di utenti europei attivi mensilmente, ma tale soglia è stata criticata perché creerebbe un 'buco' che consentirebbe a certi enti (come Binance, una delle piattaforme di criptovalute più grande al mondo, o FTX) di poter fallire o di poter manipolare il mercato o gli asset investiti da parte dei clienti senza che le autorità europee possano intervenire tempestivamente.

## Reazioni
Particolarmente visibile è la conseguenza sul numero di stablecoin che possono operare all'interno del mercato della UE: diversi exchange di criptovalute a inizio 2025 stanno eliminando la possibilità di operare scambi e conversioni con alcune di esse, in particolare con la più usata in assoluto - la USDT (ancorata stabilmente al dollaro statunitense).
La Société générale è stata la prima banca europea a 'quotare' su un exchange una stablecoin compatibile con il MiCA.